# لیدیا والنتین
لیدیا والنتین پرز (متولد ۱۰ فوریه، ۱۹۸۵) در اسپانیا، وزنه‌بردار دسته ۷۵ کیلوگرم زنان است.
او در مسابقات قهرمانی وزنه‌برداری جهان ۲۰۰۷ شرکت کرد و با مجموع ۲۴۰ کیلوگرم در وزن ۷۵ کیلوگرم زنان مقام ششم را کسب کرد.